# Юсе, Эмиль
Эми́ль Ю́се (швед. Emil Djuse); (род. 27 октября 1993, Эстерсунд) — шведский хоккеист, защитник. В настоящее время является игроком швейцарского клуба «Рапперсвиль-Йона Лейкерс».

## Карьера
Эмиль Юсе начал заниматься хоккеем вслед за своим старшим братом Андреасом 1988 года рождения, который выступал, в основном, за клубы второго дивизиона чемпионатов Швеции. Эмиль пошёл в хоккейную школу в родном городе Эстерсунд, в которой прошёл все этапы становления, вплоть до взрослой команды. В 2012 году хоккеист перешёл в клуб второго по силе дивизиона страны «Сёдертелье», а ещё через один сезон перешёл в клуб элитной хоккейной лиги «Фрёлунда», в составе которого дебютировал на высшем уровне. В сезоне 2017/2018, выступая за «Шеллефтео», завоевал серебряные медали чемпионата.
В 2019 году впервые уехал из родной страны, с целью попробовать свои силы за океаном и подписал контракт с клубом НХЛ «Даллас Старз». Первую половину сезона игрок провёл в фарм-клубе Далласа - «Техас Старз», а в феврале 2020 года перешёл в систему другого клуба НХЛ — «Флорида Пантерз», в составе которого также не отыграл ни одного матча, выступая за фарм клуб пантер — «Спрингфилд Тандербёрдс».
18 июня 2020 года было официально объявлено о переходе Эмиля Юсе в клуб Континентальной хоккейной лиги «Спартак». В своей первой же игре в составе красно-белых в КХЛ, против ярославского «Локомотива», которая состоялась 3 сентября 2020 года, стал автором голевой передачи на Мартина Бакоша, тем самым заработав своё первое персональное очко в лиге. 9 сентября, в первом домашнем матче «Спартака» против уфимского «Салавата Юлаева» забросил свою первую шайбу в КХЛ. Всего за «Спартак», в сезоне 2020/21, провёл 45 матчей, в которых набрал 28 (6+22) очков, при показателе полезности «-8».
26 мая 2021 года перешёл в клуб Швейцарской национальной лиги «Рапперсвиль-Йона Лейкерс», подписав контракт на два года.

## Карьера в сборной
Будучи игроком «Сёдертелье» Юсе вызывался на Чемпионат мира по хоккею с шайбой среди молодёжных команд 2013, который проходил с 26 декабря 2012 года по 5 января 2013 года в Уфе. Со сборной дошёл до финала и завоевал серебряные медали соревнований.
В 2018 году попал в расширенный список национальной сборной Швеции и принял участие в этапах Хоккейного Евротура, в которых Юсе провёл на льду 8 матчей, отметившись 2-мя результативными передачами.

## Достижения
- Серебряный призёр молодёжного чемпионата мира: 2013
- Серебряный призёр Шведской хоккейной лиги в сезоне в составе «Шеллефтео»: 2017/2018